# 2384 Шулхоф
2384 Шулхоф (енгл. 2384 Schulhof) је астероид главног астероидног појаса чија средња удаљеност од Сунца износи 2,610 астрономских јединица (АЈ).
Апсолутна магнитуда астероида је 12,2.